# Ostrów (rejon mostowski)
Ostrów, Ostrowo (biał. Вострава; ros. Острово) – wieś na Białorusi, w obwodzie grodzieńskim, w rejonie mostowskim, w sielsowiecie Gudziewicze.
Należał do ekonomii grodzieńskiej. W dwudziestoleciu międzywojennym leżał w Polsce, w województwie białostockim, w powiecie grodzieńskim, w gminie Gudziewicze.
Według Powszechnego Spisu Ludności z 1921 roku wieś zamieszkiwały 222 osoby, 101 było wyznania rzymskokatolickiego, 113 prawosławnego, a 8 mojżeszowego. Jednocześnie 143 mieszkańców zadeklarowało polską przynależność narodową, a 79 białoruską. Było tu 39 budynków mieszkalnych.
Miejscowość należała do parafii rzymskokatolickiej w Łunnej i parafii prawosławnej w Gudziewiczach.
Podlegała pod Sąd Grodzki w Indurze i Okręgowy w Grodnie; właściwy urząd pocztowy mieścił się w Gudziewiczach.